# الصفاء (ذي السفال)

تعديل مصدري - تعديل

الصفاء محلة تابعة لقرية الوادي، التابعة لعزلة الصفة بمديرية ذي السفال إحدى مديريات محافظة إب في الجمهورية اليمنية، بلغ تعداد سكانها 164 حسب تعداد اليمن لعام 2004.